# Louis Bamberger
Louis Bamberger, né le 15 mai 1855 et décédé le 11 mars 1944, est un des citoyens les plus éminents de Newark dans l'État du New Jersey, du début des années 1900 jusqu'à sa mort en 1944. Il cofonde avec sa sœur Caroline Bamberger Fuld l'Institute for Advanced Study situé à Princeton dans le New Jersey. C'est un homme d'affaires et philanthrope. À sa mort, tous les drapeaux de Newark furent mis en berne pendant trois jours et son grand magasin ferma une journée.

## Naissance
Louis Bamberger est né à Baltimore dans l'État du Maryland en 1855. Ses parents Elkan Bamberger et Theresa Hutzler sont des Juifs originaires d'Allemagne.

## Bamberger's
Il s'installe à Newark en 1892 et achète aux enchères un magasin de vente de marchandises diverses en faillite, situé sur Market Street, et le renomme L. Bamberger & Company. Le magasin connait un succès immédiat et Bamberger est capable en 1912 d'ouvrir un bâtiment de style château, qui couvre tout un pâté de maisons. Pendant des décennies, l'horloge du bâtiment Bamberger servira de lieu de rendez-vous au centre-ville pour les habitants de Newark. En 1928, les ventes du magasin atteignent 28 millions de dollars (équivalent à 386 millions de dollars de 2015), le classant quatrième magasin le plus rentable des États-Unis.
En 1929, Bamberger vend son grand magasin à Macy's, qui garde le nom original de Bamberger. Bamberger sait qu'il doit son succès à ses employés et répartit 1 million de dollars entre ses 240 employés. Le nom Bamberger va demeurer pour les magasins de la division New Jersey de Macy's jusqu'en 1986

## Philanthropie
Bamberger soutient des œuvres de charité aussi bien juives que laïques. Il finance personnellement les bâtiments de l'YMHA (Young Men's Hebrew Association) de Newark, le musée de Newark et la New Jersey Historical Society (Société historique du New Jersey).
Dès l'arrivée des nazis au pouvoir en Allemagne, il contribue à aider les Juifs persécutés à fuir l'Allemagne. Il est un des plus grands donateurs de l'hôpital Beth Israel de Newark. En 1930, Louis Bamberger et sa sœur Caroline Bamberger Fuld font une donation de 5 millions de dollars pour financer l'Institute for Advanced Study, l'un des plus prestigieux laboratoires américains où travaillèrent entre autres Albert Einstein et Robert Oppenheimer. Sa sœur Caroline fit aussi un don à Newark en 1927 pour la plantation de cerisiers dans le Branch Brook Park.

## Vie personnelle
Bamberger est un homme timide, qui ne s'est jamais marié. Il acceptera les présidences honorifiques d'organisations de charité et consentira à ce que son nom soit connu, mais n'utilisera jamais sa fortune pour se rendre plus célèbre. Il avait horreur de parler en public.